# Distretto di Kham
Il distretto di Kham è uno degli otto distretti (mueang) della provincia di Xiangkhoang, nel Laos. Ha come capoluogo la città di Kham.